# موشه واس
موشه واس (به لاتین: Moševac) یک منطقهٔ مسکونی در بوسنی و هرزگوین است که در ماگلای واقع شده‌است.